# Vinzenz Platajs
Vinzenz „Vinko“ Platajs (* 2. April 1899 in Wölling, Steiermark (heute: Velka, Slowenien); † 9. Oktober 1944 im Zuchthaus Brandenburg-Görden) war ein Zeuge Jehovas jugoslawischer Herkunft. Er wurde unter anderem wegen der Verbreitung von wehrfeindlichen Schriften im nationalsozialistischen Deutschland zum Tode verurteilt und hingerichtet.

## Leben
Vinzenz Platajs kam 1899 in der Steiermark zur Welt. Später zog er nach Frankreich und arbeitete in Liévin im Kohlebergbau. Dort hatte er Kontakt zu Bibelforschern. Ende der 1920er Jahre lernte er Ludmilla Letonja und ihre Kinder Anton, Wilhelm und Josefine kennen und vermittelte ihnen Kontakt zu den Bibelforschern. 1928 ließ er sich gemeinsam mit Josefine als Zeuge Jehovas taufen. Im selben Jahr heirateten die beiden. Ein Jahr später kam ihre Tochter zur Welt, die ebenfalls Josefine genannt wurde. 1931 zog die Familie nach Österreich in die Südsteiermark, um kurze Zeit später nach Jugoslawien weiterzuziehen. Dort war das Paar als Vollzeitprediger tätig. Vinzenz Platajs hatte aufgrund seines langen Aufenthalt in Frankreich inzwischen seine jugoslawische Staatsbürgerschaft verloren und war wie seine Frau und ihre Tochter staatenlos geworden.
Nach dem Einmarsch Deutschlands in Jugoslawien mussten Platajs und seine Familie nach Österreich zurückkehren. Dort mussten sie als Zwangsarbeiter auf einem Bauernhof arbeiten. Ende August 1943 wurde er von der Gestapo festgenommen und ins Gefängnis München-Stadelheim gebracht. Während Vernehmungen schlug man ihn so brutal, dass seine Wirbelsäule zu eitern begann. Er wurde vom Volksgerichtshof in Berlin zum Tode verurteilt. Man warf ihm illegalen Literaturtransport, die Unterstützung von Familien von KZ-Häftlingen, sowie Wehrkraftzersetzung vor. In der Anklageschrift vom 8. Juli 1944 hieß es unter anderem, er habe  versucht „durch Verbreitung, zum Teil auch durch Herstellung von wehrfeindlichen Schriften öffentlich den Willen des deutschen Volkes zur wehrhaften Selbstbehauptung zu lähmen und zersetzen“. Platajs hatte von Narciso Riet und von Matthäus Burgstaller mehrmals verbotene Schriften der Zeugen Jehovas erhalten und sich als Kurier an deren Verbreitung beteiligt. Platajs wurde am 9. Oktober 1944 im Zuchthaus Brandenburg-Görden durch Enthauptung hingerichtet. Im selben Gefängnis war 1942 bereits sein Schwager Wilhelm Letonja wegen Fahnenflucht und Wehrdienstverweigerung hingerichtet worden.
Seiner Frau entzog man nach seinem Tod das Sorgerecht für ihre gemeinsame Tochter. Sie kam zu nationalsozialistischen Pflegeeltern, die sie schwer misshandelten. Beim Einmarsch der Roten Armee wurde diese Familie von Soldaten erschossen. Platajs Tochter kehrte zu ihrer Mutter zurück. Die beiden zogen später in die Schweiz, wo sie weiterhin für die Zeugen Jehovas tätig waren.

## Rehabilitierung
Im Zuge des Anerkennungsgesetzes von 2005 wurde am 3. Februar 2005 die Rehabilitierung Platajs und seines Schwagers Wilhelm Letonja beantragt. Diesen Anträgen wurde am 16. August 2005 vom Landesgericht für Strafsachen Wien stattgegeben.